# 羽田雄一郎
羽田雄一郎（日语：はた ゆういちろう，1967年7月29日—2020年12月27日）出生于日本东京都世田谷区，毕业于玉川大学文学部，日本民主党成员，为日本第十七届国土交通大臣。

## 生平
1967年，羽田雄一郎出生在日本东京都世田谷区，后来先后就读于成城学园中学校、敬和学园高等学校、玉川大学文学部，大学毕业后在伊藤忠纪念财团任职。
1999年10月，羽田开始踏入政治舞台，成为日本民主党党员，當選為參議院長野縣選舉區參議員。
2012年6月4日，日本首相野田佳彦任命他为国土交通大臣。
2020年12月27日在東京都去世，享年53歲。逝世後檢驗確診COVID-19。

## 政治思想

### 静冈空港
2003年，羽田参与了反对国会议员“静冈空港”署名活动。

### 靖国神社
羽田一直以来都参拜靖国神社，他是日本前首相羽田孜的儿子，同父亲是日本“大家一起参拜靖国神社国会议员会”成员，每年8月15日都会去参拜靖国神社。

## 亲属
- 祖父：羽田武嗣郎，农林政务次官。
- 父亲：羽田孜，日本前首相。逝世2017年8月28日（82歲）。
- 弟：羽田次郎，於2021年長野縣選舉區補選中繼任其參議員議席。